# Pilar Roldán
Pour les articles homonymes, voir Roldán.
Pilar Roldán, née le 18 novembre 1939 à Mexico, est une escrimeuse mexicaine spécialiste du fleuret. Elle participe aux Jeux olympiques d'été de 1968 dans l'épreuve du fleuret féminin et remporte la médaille d'argent de la compétition. Cette victoire fait d'elle la première mexicaine à obtenir une médaille d'argent aux Jeux olympiques.

## Biographie
Pilar Roldán est née à Mexico, au Mexique. Très jeune, Pilar a commencé à jouer au tennis , mais sa passion pour l' escrime est née grâce au travail d'Alejandro Dumas "les trois mousquetaires". Au début, elle jouait seulement avec une cape pour se faire passer pour un mousquetaire , mais pour son troisième anniversaire (1952), Pilar a demandé à ses parents de prendre des cours d'escrime. À la fin de cette année, le professeur italien de renommée mondiale, Eduardo Alajmo, a décidé de s’installer au Mexique.et Pilar fut l'un de ses premiers diplômés. Reconnaissant la passion de sa fille, il décida d'installer un petit terrain d'escrime dans leur maison et de lui acheter des masques de protection de haute qualité, des gants et un gilet. Et ainsi, sans le savoir, le soi-disant "sport blanc" a cessé d’être le centre des préoccupations de cette famille de joueurs de tennis.
À 15 ans, Pilar était le champion national invaincu en fleuret . Le 12 mars 1955, au Mexique , le père et la fille (Ángel Roldán et Pilar Roldán) ont participé à l'escrime lors des deuxièmes Jeux panaméricains . C'était un exploit sans précédent, et depuis ce jour, aucun couple père et fille n'a jamais concouru pour leur pays aux Jeux Panaméricains. Ni l'un ni l'autre n'a remporté de médaille , mais Pilar a remporté quelques victoires en simple. Elle a été battue par le Vénézuélien , Igrid Sanders, terminant à la quatrième place après avoir battu Maxime Mitchel.

## Palmarès

### Jeux olympiques
- Jeux olympiques de 1968 à Mexico,  Mexique
  -  Médaille d'argent.

### Jeux panaméricains
- Jeux panaméricains de 1959 à Chicago,  États-Unis
  -  Médaille d'or.
- Jeux panaméricains de 1967 à Winnipeg,  Canada
  -  Médaille d'or.